# Caraá
Caraá è un comune del Brasile nello Stato del Rio Grande do Sul, parte della mesoregione Metropolitana de Porto Alegre e della microregione di Osório.

## Geografia fisica
Situato nella parte più meridionale del Brasile, si trova a ridosso dell'altopiano della regione del Litoral Norte, una quarantina di km a occidente dell'oceano Atlantico, da cui è separato da una vasta zona costiera a lagune e da una lunga catena collinare. Un'ottantina di km più a ovest sorge Porto Alegre, mentre poco più a sud (una ventina di km in linea d'aria, ma circa il doppio su strada) si incontra Osório.
Il territorio comunale presenta un rilievo accidentato favorito dall'erosione, dalla scarpata dell'altopiano e da alcune valli fluviali con pendii piuttosto ripidi a causa delle rocce vulcaniche, resistenti allo sgretolamento, da cui è formato il terreno nella parte settentrionale di Caraá. Qui infatti si trovano le sorgenti del rio dos Sinos, che formano una cascata di acqua cristallina alta 123 m. Pressoché tutta la superficie comunale (il 95%) è compresa nel bacino idrografico di questo fiume, mentre il restante 5% spetta a quello del rio Caraá, che taglia in due l'abitato prima di sfociare nel rio dos Sinos. Entrambi i fiumi rientrano comunque nel più vasto bacino del rio Jacuí.
Dal punto di vista della vegetazione, Caraá conserva il bioma della tipica foresta pluviale costiera brasiliana (la Mata Atlântica), ma si è calcolato che questo tipo di flora ricoprisse originariamente il 70% del territorio comunale, mentre oggi si aggirerebbe intorno a un 14% inserito in un'area naturale protetta (parzialmente condivisa con il comune confinante di Riozinho) che comprende anche le sorgenti del rio dos Sinos con la loro celebre cascata, la vegetazione lussureggiante e lo storico insediamento colonico di Fraga.

## Storia
I primi abitanti della zona presero a chiamare la località con il nome di Caraá per l'abbondante presenza di una graminacea che veniva utilizzata come materia prima per i loro prodotti artigianali. La pianta, la caraá appunto, era una specie di bambù sottile impiegato soprattutto a scopi ornamentali.
I primi abitanti di Caraá furono gli indígeni che diedero questo nome alla località. Molto più tardi (XVI secolo) giunsero i coloni portoghesi, che tuttavia si limitarono a un popolamento sparso della regione, soprattutto lungo i tratturi utilizzati dal bestiame per scendere dalle montagne verso le pianure costiere e raggiungere poi San Paolo. La colonizzazione vera e propria si realizzò solo con l'arrivo degli immigrati e con gli incentivi del governo federale: nella seconda metà dell'Ottocento tutta la zona si andò trasformando rapidamente con la nascita di diversi agglomerati urbani (come Vila Nova do Sul o São Sepé) e di nuove divisioni amministrative (le freguesias, preliminari all'istituzione dei comuni).
Anche Caraá partecipò a tale sviluppo grazie all'arrivo di numerosi immigrati portoghesi, tedeschi, polacchi e principalmente Italiani. Già porzione del comune di Santo Antônio da Patrulha, Caraá divenne un municipio autonomo il 28 dicembre 1995 (è la data che compare anche nello stemma comunale e corrisponde a quella della legge statale istitutiva n. 10.641). La prima compagine amministrativa vi è stata effettivamente insediata il 1º gennaio del 1997.

### Ricorrenze
- 28 febbraio: festa patronale di Nossa Senhora das Lágrimas e pellegrinaggio all'omonimo santuario.[3]
- metà di marzo: festa regionale del feijão (fagiolo) e dell'immigrante italiano.[4]
- 25 ottobre: anniversario della città, che si celebra insieme alla Festcana, la festa della canna da zucchero istituita nel 2000 e che ogni anno richiama numerosi visitatori (circa 10.000 nel 2010).[5]

## Società

### Gli italiani di Caraá
Come detto, notevole fu il contributo italiano allo sviluppo di Caraá durante l'Ottocento grazie all'arrivo di un numero decisamente consistente di immigrati provenienti soprattutto dalla provincia di Bergamo e, in particolare, dalla zona di Treviglio. Insediatisi stabilmente nel paese d'adozione, essi ne costituiscono ancora oggi la maggioranza della popolazione e vi hanno trapiantato, insieme alle indubbie capacità di adattamento e di laboriosità, anche la propria lingua e le proprie tradizioni.
La testimonianza più evidente è stata l'adozione a Caraá della stessa patrona di Treviglio, la Madonna delle Lacrime, qui divenuta Nossa Senhora das Lágrimas, la cui festa si celebra in entrambe le località il 28 di febbraio. Da oltre un secolo la devozione popolare accompagna la festa patronale con un pellegrinaggio molto seguito (circa 15.000 partecipanti nel 2012) che porta in processione la statua della Madonna al santuario di Nossa Senhora das Lágrimas, eretto sull'altopiano caraense nel 1869 e restaurato nel 2003.
Più legata agli aspetti economici e turistici, ma sempre connessa alla presenza italiana, è la festa regionale del feijão (fagiolo), che si svolge nel fine settimana della metà di marzo in concomitanza con quella dell'immigrante italiano e si tiene in località Fraga (uno storico insediamento colonico che raccoglie in un museo le testimonianze dell'immigrazione italiana nella regione).

## Economia

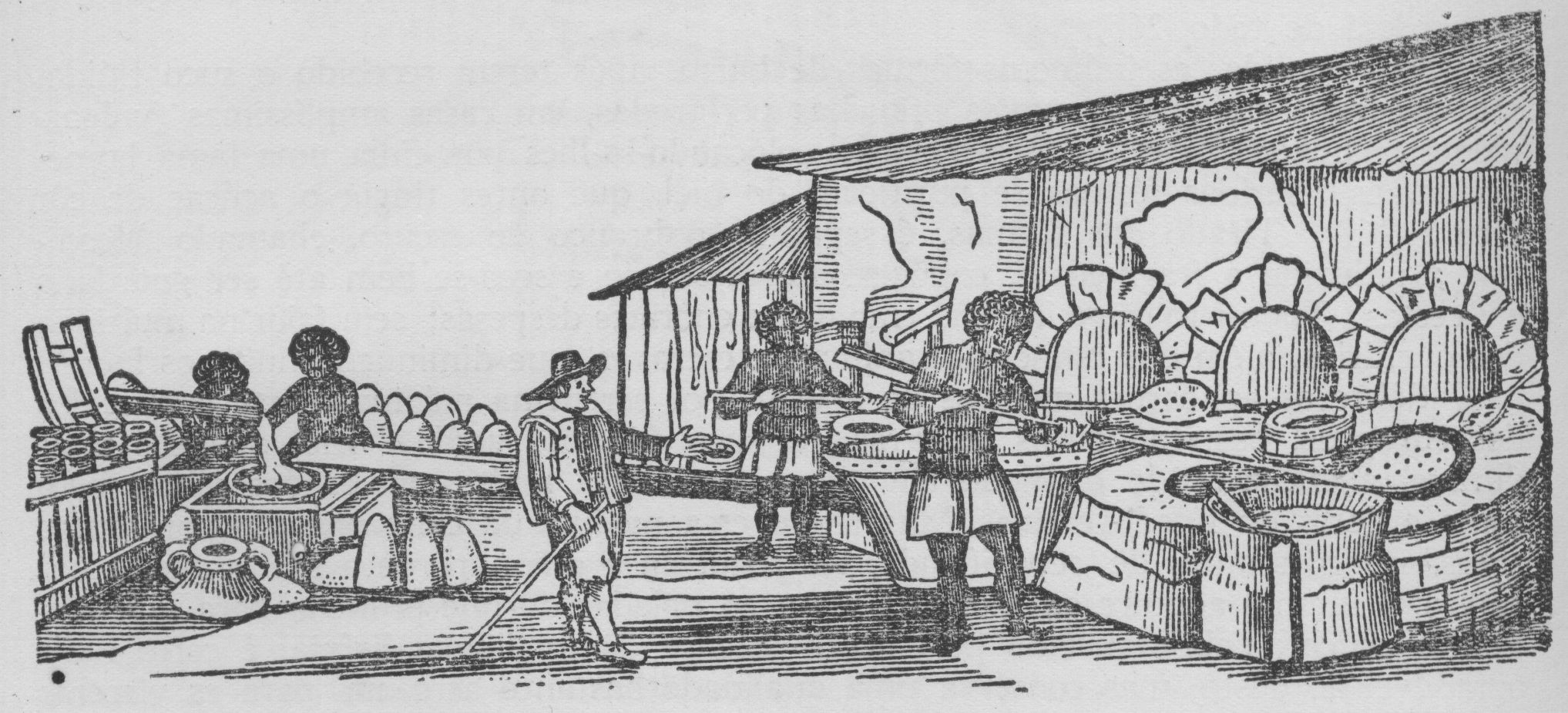
Incisione secentesca raffigurante la fabbricazione di zucchero e rapadura in Brasile.

Centro costituito in massima parte da piccole proprietà fondiarie, vi si pratica essenzialmente l'agricoltura, in particolare la coltivazione della canna da zucchero, tipica di tutta la regione. Di conseguenza i suoi prodotti principali sono lo zucchero marrone (anche sotto la forma di rapadura) e la cachaça (un'acquavite ottenuta dalla distillazione del succo di canna da zucchero), entrambi di fabbricazione artigianale. Altre coltivazioni riguardano i prodotti ortofrutticoli: cavoli, barbabietole, pomodori, fagioli, mais, tabacco, riso, manioca e la patata dolce (la cosiddetta batata). Vi si allevano pure suini e bovini.
Insieme alle pratiche agricole, fra la popolazione è diffusa anche la "mentalità" rurale con le sue logiche familiari, la cultura comunitaria e il rispetto per la tradizione. Proprio per questa sua "autenticità" la zona, benché interna e in qualche modo "modesta", si è rivelata particolarmente adatta e accogliente per alcune tipologie di turísmo moderno (come quello responsabile, culturale, rurale, d'avventura, ecologico o ecosostenibile), interessato a conoscere usi e costumi, fattori culturali e religiosi, elementi folcloristici e gastronomici, bellezze naturali e salvaguardia dell'ambiente.